# Orthogeomys hispidus
Orthogeomys cavator је врста глодара из породице гофера (лат. Geomyidae). 

## Распрострањење
Врста је присутна у Белизеу, Гватемали, Мексику и Хондурасу.

## Станиште
Врста Orthogeomys hispidus има станиште на копну.

## Угроженост
Ова врста није угрожена, и наведена је као последња брига јер има широко распрострањење.

### Популациони тренд
Популација ове врсте је стабилна, судећи по доступним подацима.